# Verin Getasjen
Verin Getasjen (armeniska: Վերին Գետաշեն; "Övre Getasjen") är en ort i Armenien. Den ligger i provinsen Gegharkunik, i den centrala delen av landet, 60 kilometer öster om huvudstaden Jerevan. Verin Getasjen ligger 1 982 meter över havet och antalet invånare är 4 173. I närheten av Verin Getasjen ligger orten Nerkin  Getasjen ("Nedre Getasjen").
Terrängen runt Verin Getasjen är kuperad åt sydväst, men åt nordost är den platt. Närmaste större samhälle är Martuni, 4,6 kilometer öster om Verin Getasjen. 
Trakten runt Verin Getasjen består i huvudsak av gräsmarker. Runt Verin Getasjen är det ganska tätbefolkat, med 72 invånare per kvadratkilometer.